# Acroloxidae
Acroloxidae es una familia de los caracoles pequeños de agua dulce.
Acroloxidae es la única familia dentro de la superfamilia Acroloxoidea (de acuerdo a la taxonomía de los Gastropoda por Bouchet y Rocroi, 2005).

## Géneros
- Acroloxus Beck, 1838[2] - type genus[3]
- Baicalancylus Starobogatov, 1967[3]
- Gerstfeldtiancylus Starobogatov, 1989[4][3]
- Pseudancylastrum Lindholm, 1909[5][3]